# Vinylboden
Vinylboden ist ein Bodenbelag aus Polyvinylchlorid (PVC), der in Form von wenigen Millimeter starken Kunststoffbahnen oder -platten auf einen glatten Unterboden verlegt und meist verklebt wird.
PVC-Böden wurden ab den 60er-Jahren verbreitet eingesetzt in Wohnungen, Treppenhäusern, Büros und in Industrie- und Verwaltungsgebäuden. Sie sind preiswert, pflegeleicht, unempfindlich gegen Wasser und Schmutz und durch feuchtes Wischen leicht sauberzuhalten. PVC-Kunststoffbahnen lassen sich an den Fugen wasserdicht verschweißen. Dadurch sind sie gut für Nass- und Feuchträume geeignet und können dort auch auf elastischen Unterböden verlegt werden, die zur Verlegung von Bodenfliesen zu nachgiebig sind.
Seit 2007 müssen alle textilen, elastischen und Laminatböden über eine CE-Kennzeichnung verfügen. Dabei geht es um Produkteigenschaften wie Brandverhalten, Wasserdichtigkeit etc. 

## Inhaltsstoffe
Das verwendete PVC-Material besteht überwiegend aus Polyvinylchlorid- (PVC) bzw. Polyvinylchlorid-Polyvinylacetat-Copolymeren (PVC/PVAc).
In Verruf kamen PVC-Böden durch gesundheitsschädliche Ausdünstung der damals im Weich-PVC enthaltenen Weichmacher. Beim Verbrennen von PVC entstehen giftige Gase wie Chlorwasserstoff, Dioxine und auch Furane bzw. Aromate.
Mit den Initiativen „Vinyl 2010“ und „Vinyl Plus“ (bis 2030) leitete die Industrie Verbesserungen ein und führt sie fort. Insbesondere die Schadstofffreiheit und das Recycling sind wichtige Ziele.
Die Gesetzeslage in Deutschland richtet sich nach der EU-Chemikalienverordnung (REACH), die am 1. Juni 2007 in Kraft trat. Danach sind die Phthalate DEHP (Diethylhexylphthalat), DBP (Dibutylphthalat) und BBP (Benzylbutylphthalat) sowie DINP (Diisononylphthalat), DIDP (Diisodecylphthalat) und DNOP (Dioctylphthalat) als Weichmacher in Babyartikeln und Kinderspielzeug seit 2007 zum Schutz der Gesundheit von Kindern verboten.
Seit 2015 sind nach REACH die Phthalate DEHP, DBP, DiBP (Diisobutylphthalat) und BBP aufgrund ihrer fortpflanzungsgefährdenden Eigenschaften als besonders besorgniserregende Stoffe eingestuft und zulassungspflichtig.
Als Ersatz wird heute unter anderem der phthalatfreie Weichmacher Mesamoll verwendet.
Es gibt jedoch keine Verpflichtung für Hersteller von Produkten wie Bodenbelägen, alle Inhaltsstoffe anzugeben. Eine 2019 veröffentlichte Laborstudie der Nachwuchsgruppe PlastX des ISEO hat drei Dutzend Alltagsgegenstände aus Plastik untersucht. 75 Prozent aller getesteten Produkte enthielten potenziell schädliche Substanzen. Dabei konnten von den insgesamt 1.400 darin entdeckten Chemikalien überhaupt nur 260 zweifelsfrei identifiziert werden.
Als Alternative werden gelegentlich Kunststoffböden empfohlen, die Polyolefin-Kunststoffe anstelle des PVC enthalten. Zugesetzt werden gewöhnlich Pigmente und mineralische Füllstoffe, jedoch keine Weichmacher und Flammschutzmittel. Die Abgabe flüchtiger organischer Verbindungen aus diesen Kunststoffen ist allerdings denkbar.

## Eigenschaften
Vinylböden sind hygienisch, pflegeleicht und unempfindlich gegenüber Säuren und Laugen. Der Boden ist fußwärmer als ein Stein- oder Keramikboden, hat andererseits einen relativ geringen Wärmedurchlasswiderstand, so dass er sich gut zur Verlegung auf einer Fußbodenheizung eignet.
Vinylböden ohne verschweißte Fugen eignen sich nur dann zur Verlegung in Feuchträumen, wenn der Hersteller diese Verwendung freigibt oder darunter eine gesonderte Dichtschicht vorgesehen wird.  
Auch durch Massiv-Vinylböden mit überfalzten Fugen (Click-System) kann Wasser hindurchtreten, wenn es nicht relativ bald aufgewischt wird.
Vinyl gibt es in vielen Dekoren und Farben. Durch Strukturierung der Oberfläche wird eine besondere „Griffigkeit“ erreicht (Haptik). Auch Nachbildungen von Stein- und Holzoberflächen werden angeboten.
Die Geräuschentwicklung im Zimmer (Raumschall) und in angrenzenden Zimmern (Trittschall) ist geringer als bei Laminatböden.
Je nach Produkt kann die Oberfläche empfindlich für Kratzer sein. Herunterfallendes Geschirr bricht auf Vinylböden weniger leicht als auf massiven Holz- oder Steinböden.

## Ausführung

### Massiv-Vinyl
Massiv-Vinyl oder Voll-Vinyl gibt es als Rollenware oder in handlich geformten Belagsstücken. Es besteht aus einer oder mehreren PVC-Schichten. Die Stärke des Materialaufbaus liegt meist zwischen zwei und vier Millimetern. Die Rollenware gibt es in den Standardbreiten zwei, drei und vier Meter. Sie wird meist schwimmend verlegt, in Gewerbe- und Industriegebäuden jedoch oft verklebt, damit sie stabil liegen bleibt. Die modularen Beläge sind in ihren Formaten entweder an Fliesen- oder Parkettböden angelehnt. Sie lassen sich entweder am Untergrund verkleben, lose verlegen oder sind mit einem Klicksystem ausgestattet, das – wie bei Laminat – eine schwimmende, klebstofffreie Verlegung ermöglicht. Schwimmend verlegte Vinylböden erfordern aus akustischen Gründen eine Trittschallschutz-Folie als Unterlage, die manchmal bereits als Rückenschicht integriert ist.

### Vinyl auf HDF
Vinyl auf HDF sind ca. zehn Millimeter hohe Belagsstücke, die aus mehreren PVC-Schichten und einer tragenden HDF-Schicht bestehen. Die handlichen Fliesen oder Planken werden schwimmend verlegt, also ohne eine Verklebung am Untergrund. HDF-Vinyl erfordert eine Trittschallschutz-Folie als Unterlage, die manchmal bereits als Rückenschicht integriert ist. Auf Grund ihres hohen Holzanteils sind die Bodenbeläge – ohne zusätzliche Vorkehrungen – nicht wasserfest.

### Rigid-Vinyl
Weil Massiv-Vinyl aufgrund seines hohen PVC-Anteils temperaturempfindlich ist und sich bei Wärme stark ausdehnen kann, hat die Industrie – neben HDF-Vinyl – weitere mehrschichtige Vinyl-Böden entwickelt, die eine höhere Dimensionsstabilität aufweisen. Verfügen diese über eine Trägerschicht aus einem starren Material, werden sie von Herstellern und Händlern als „Rigid-Vinyl“ bezeichnet. Solche starren Materialien können beispielsweise Verbundstoffe aus Kunststoff und mineralischen Gemischen sein. Im Unterschied zu HDF bringen sie den Vorteil der Wasserfestigkeit mit sich. Die Verlegung erfolgt in der Regel schwimmend. Rigid-Vinyl erfordert eine Trittschallschutz-Folie als Unterlage, die manchmal bereits als Rückenschicht integriert ist.

## Produktbezeichnungen
Die Hersteller verwenden in der Werbung verschiedene Bezeichnungen für ihre Produkte, beispielsweise „phthalatfrei“, „schadstofffrei“ oder „schadstoffgeprüft“ oder gar „PVC-frei“.
Vinylboden ist nicht zu verwechseln mit Linoleum, das aus Leinöl und Naturharzen sowie Kork- oder Holzmehl, Kalksteinpulver und anderen Bestandteilen und einem Jutegewebe als Trägerschicht gefertigt wird.